# 康托尔-伯恩斯坦-施罗德定理
施罗德-伯恩斯坦定理（英語：Schröder–Bernstein theorem），又称康托尔-伯恩斯坦-施罗德定理（Cantor-Bernstein-Schroeder theorem）是集合论中的一个基本定理，得名于康托尔、伯恩斯坦和施罗德。该定理陈述说：如果在集合 A 和 B 之间存在单射 f : A → B 和 g : B → A，则存在一个双射 h : A → B。從势的角度來看, 这意味着如果 |A| ≤ |B| 并且 |B| ≤ |A|，则 |A| = |B|，即A与B等势。显然，这是在基数排序中非常有用的特征。

## 证明
下面是证明：
证明： 令
{\displaystyle C_{0}=A\setminus g[B],\qquad C_{n+1}=g[f[C_{n}]]\quad \forall n\geq 0}
并令
{\displaystyle C=\bigcup _{n=0}^{\infty }C_{n}.}
对任意的 a∈A 定义映射
{\displaystyle h(a)=\left\{{\begin{matrix}f(a)&\,\,{\mbox{if }}a\in C\\g^{-1}(a)&{\mbox{if }}a\not \in C\end{matrix}}\right.}
如果a不在集合C中，那么a不在集合C0中。因此由C0的定义可知a ∈ g[B]。由于g是单射，其逆映射g –1(a)存在。
接下来验证 h : A → B 就是想要的双射。
- 满射：对任何 b ∈ B，如果 b ∈ f[C]，那么存在 a ∈ C 使得 b = f(a)。因此由h的定义可知 b = h(a)。如果 b ∉ f[C]，定义 a = g(b)。由 C0 的定义知，a 不属于 C0。由于 f[Cn] 是 f[C]的一个子集，因而 b 不属于任何一个 f[Cn]所以由集合Cn的递归定义以及g为单射（a 属于g[f[Cn]]且a 属于g[B]無法產生）的事实知，a = g(b) 不属于 Cn+1= g[f[Cn]] 。因此，a 不属于 C（C0和Cn）那么根据h的定义 b = g−1(a) = h(a)。
- 单射：若h(a)=h(b)，则有a∈C∧b∈C, a∉C∧b∉C, a∈C∧b∉C, a∉C∧b∈C四种情况。对于前两种情况，由f与g−1是单射得a=b。对于第三种情况，有f(a)=g−1(b)⇒g(f(a))=g(g−1(b))⇒g°f(a)=b，又由前提a∈C，而C在g°f下封闭，于是b∈C，但是由前提得b∉C，矛盾了，因此第三种情况不可能出现。同理，不失一般性，第四种情况也不可能出现，这说明ran(f|C) ∩ ran(g−1|A\C) = ∅。综上若h(a)=h(b)，一定有a=b。

注意这个 h 的定义是非构造性的，在這個意義下：不存在一般性方法在有限步骤内判定，对于任何给定集合 A 和 B 与单射 f 和 g，是否 A 的一个元素 x 不位于 C 中。对于特殊集合和映射这当然是可能的。

## 可视化
h 的定义可透過以下示意图展示。
显示的是部分的（不相交）集合 A 和 B ，以及映射 f 和 g的一部分。如果集合 A ∪ B，与两个映射一起，被詮释为一个有向图，则这个双向图有多个连接起来的构件（component）。
这些可以分成四个类型：无限扩展到两个方向的路径，偶数长度的有限圈（环），开始于集合 A 中的无限路径，和开始于集合 B 中的无限路径（在图中通过元素 a 的路径是在两个方向上无限的，所以这个图包含每個类型的一个路径）。一般的说，不可能在有限步骤内判定　A 或 B 的一个给定元素属于那种类型的路径。
上面定义的集合 C 恰好包含了那些开始在 A 中的无限路径所經過的 A 的元素。映射 h 接着被按如下方式定义，对于所有路径它生成一个双射，把在路径中 A 的每个元素，映射到在路径中直接前于或后于它的 B 的一个元素。对于在两个方向上都是无限的路径，和对于有限圈，我们选择映射所有元素到它在路径中的前驱。

## 最初的证明
康托尔的早先证明有效的依赖于选择公理，通过推导出良序定理的推论。上面给出的证明证实了可以证明这个结果而不使用选择公理。
这个定理也叫做Schroeder-Bernstein定理，但一般會加上康托尔的名字，毕竟他贡献了最初的版本。它也叫做Cantor-Bernstein定理。

## 引用
- Proofs from THE BOOK, p. 90. ISBN 3540404600